# 孙达成墓
孙达成墓，位于中国广东省中山市南朗镇翠亨村中山纪念中学后山（犁头山），为孙中山之父孙达成的墓地。清光绪十四年二月十一日(1888年3月23日)，孙达成逝世，安葬于此。2000年11月,列入中山市市级文物保护单位。2010年5月，列入第六批广东省文物保护单位。